# Otto Wichser
Otto Wichser (* 29. Juli 1910 in Herisau; † 30. Oktober 1994 in Bern) war ein Schweizer Bauingenieur.

## Leben
Wichser erwarb 1933 ein Diplom als Bauingenieur an der ETH Zürich. Nach einer langjährigen Karriere bei den Schweizerischen Bundesbahnen (SBB) wurde er 1953 deren Generaldirektor und war von 1966 bis 1974 Präsident der SBB-Generaldirektion in Bern. Wichser „schuf die systematische Bau- und Betriebsplanung der SBB“. 1969 ehrte ihn die École polytechnique fédérale de Lausanne mit einem Ehrendoktor.
Wichser war zudem Oberstleutnant im Stab des Militäreisenbahndirektors.